# Alexander Shtromas
Alexander Shtromas (* 4. April 1931 in Kaunas; † 12. Juni 1999 in Chicago) war ein aus Litauen stammender US-amerikanischer Jurist und Politikwissenschaftler.

## Leben und Wirken
Alexander Shtromas wuchs in Litauen auf. Nach der deutschen Besetzung dieses Landes kam er mit seiner Mutter und Schwester in das KZ Kauen. Nach dem Zweiten Weltkrieg und dem Abschluss seiner Schulbildung 1947 studierte Shtromas Rechtswissenschaft an der Universität Vilnius und der Universität Moskau, wo er sein Studium 1952 abschloss. Er arbeitete anschließend als Rechtsanwalt und Rechtslehrer, außerdem beschäftigte er sich mit dem Gebiet der Kriminologie. Nach dem Tod Stalins wandelte sich seine politische Einstellung und er wurde mehr und mehr zu einem Systemkritiker bzw. Dissidenten. Im Jahre 1973 wurde ihm die Emigration aus der Sowjetunion gestattet. Er lebte zunächst in Großbritannien und konnte dort eine Anstellung an der University of Bradford am Department of Peace Studies finden. 1983 wurde er Dozent an der University of Salford. Shtromas hielt zahlreiche Vorträge im In- und Ausland und erhielt 1982 eine Gastprofessur an der University of Chicago. Außerdem unterrichtete er am Boston College. 1989 erhielt er eine Professor für Politikwissenschaft am Hillsdale College in Michigan. Dort lehrte er bis zu seinem Tod im Jahre 1999.
In seinen Veröffentlichungen beschäftigte sich Shtromas mit der politischen Entwicklung in der Sowjetunion, den dortigen Dissidenten und dem nahenden Ende des Totalitarismus.

## Veröffentlichungen (Auswahl)
- Crime, law and penal practice in the USSR. In: Reviev of socialist law, Bd. 3 (1977), S. 297–324.

- Who are the Soviet dissidents? University of Bradford 1979, ISBN 0-901945-35-8.
- Dissent and political change in the Soviet Union. In: Studies in comparative communism, Bd. 12 (1979), H. 2–3, S. 212–244.

- Political change and social development. The Case of the Soviet Union. Lang, Frankfurt/M. 1981, ISBN 3-8204-6209-0 (2. Aufl. 1990).
- Der Propaganda-Faktor in den Ost-West-Beziehungen. In: Leo Gabriel (Hrsg.): Die I-Waffen. Information im Kräftespiel der Politik. Herbig, München 1982, S. 137–181, ISBN 3-8004-1029-X.
- Dissent and political change in the Soviet Union. In: Erik P. Hoffmann (Hrsg.): The Soviet polity in the modern era. Aldine Publ. Co., New York 1984, S. 717–747, ISBN 0-202-24165-3.
- Pazifismus im ideologischen Kampf. In: Armand Clesse (Hrsg.): Proteste für den Frieden, Sorgen um die Sicherheit. Die Friedensbewegungen und die Zukunft der westeuropäischen Verteidigung. Universitas Verlag, München 1984, S. 88–101, ISBN 3-8004-1054-0.
- To fight communism: Why and how? In: International journal of world peace, Bd. 1 (1984), H. 1, S. 20–44.
- Soviet occupation of the Baltic states and their incorporation into the USSR. In: East European quarterly, Bd. 19 (1985), H. 3, S. 289–304.
- The Baltic states. In: Robert Conquest (Hrsg.): The last empire. Nationality and the Soviet future. Stanford University Press, Stanford 1986, S. 182–217, ISBN 0-8179-8251-5.
- (Mitautor): Alternative visions of the Soviet future. In: Studies in comparative communism, Bd. 20 (1987), S. 233–290.
- (Hrsg.): The Soviet Union and the challenge of the future. Vier Bände. Paragon House, New York 1987–1989.
- Dissent, nationalism and the Soviet future. In: Studies in comparative communism, Bd. 20 (1987), H. 3–4, S. 277–286.
- (Mitautor): The Soviet exploding periphery. In: The European Journal of international affairs, Bd. 2 (1989), H. 4, S. 40–151.
- (Hrsg.): The end of "isms"? Reflections on the fate of ideological politics after communism's collapse. Blackwell, Oxford 1994, ISBN 0-631-19055-4.
- Totalitarianism and the prospects for world order. Closing the door on the twentieth century. Hrsg. von Daniel J. Mahoney u. Robert Faulkner. Lexington, Lanham 2003, ISBN 0-7391-0533-7.